# Slavkov u Brna (zámek)
Zámek Slavkov (německy Austerlitz) patří k nejmohutnějším barokním zámkům na Moravě a představuje dominantu města Slavkova u Brna. Znám je především jako rezidence významného rodu pánů z Kounic a jako místo, v jehož blízkosti se v roce 1805 odehrála bitva tří císařů (neboli bitva u Slavkova).

## Stavební historie

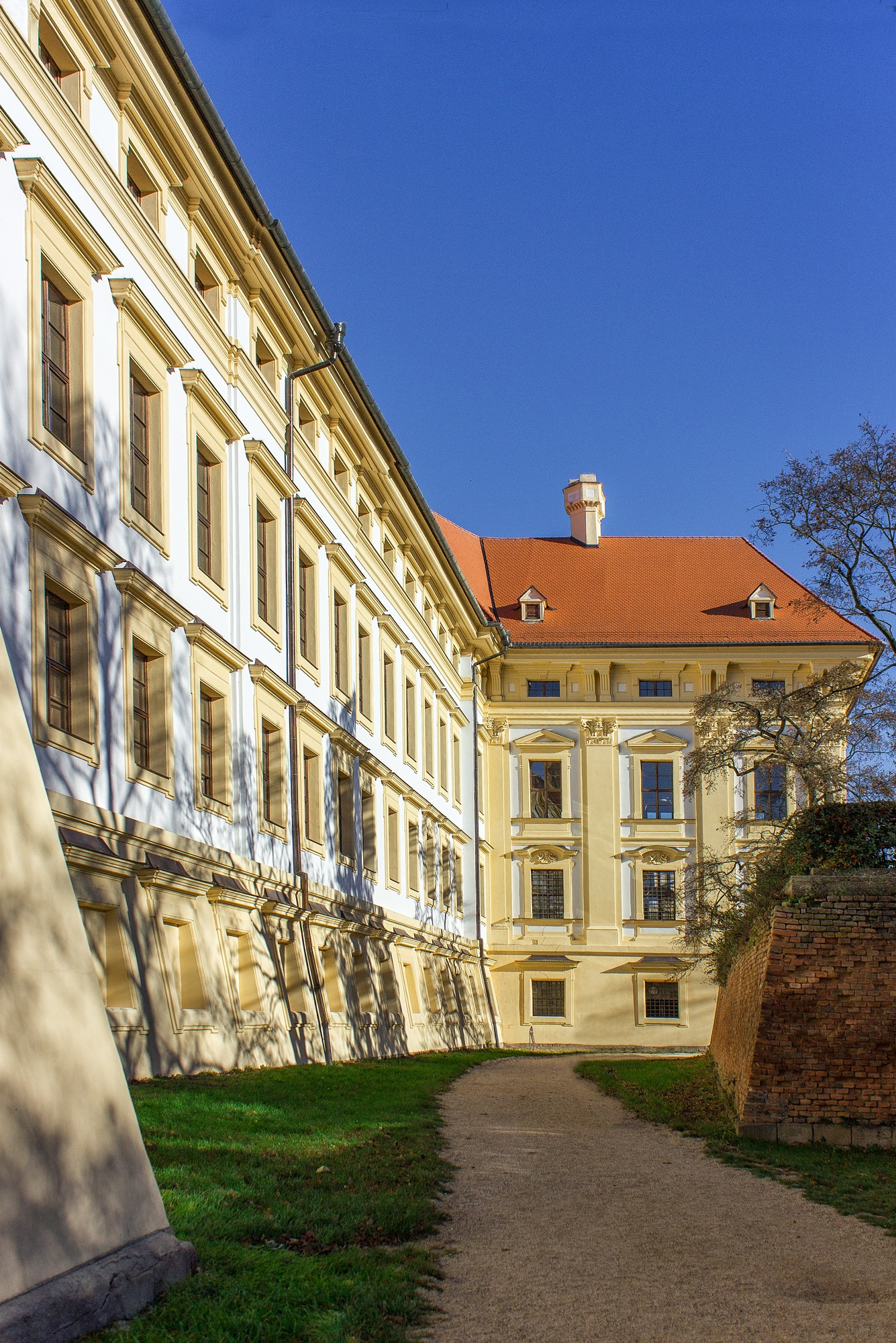
Jižní křídlo zámku s příkopem

Jeho historie začíná ve 13. století, kdy zde existovala komenda řádu německých rytířů. Koncem 16. století byl na starších základech vybudován renesanční zámek čtyřkřídlého půdorysu s arkádami a hranolovou věží.
Podnět k barokní přestavbě renesančního sídla dal koncem 17. století Dominik Ondřej Kounic. Úkolem pověřil italského architekta Domenika Martinelliho z Luccy, který do návrhu barokní novostavby zahrnul kromě zámku i úpravu a přestavbu větší části města s novým farním kostelem. Vlastní budova zámku byla navržena na půdorysu písmene U. Autory interiérové výzdoby byli rovněž italští umělci. Fresky namaloval Andrea Lanzani, jenž úzce spolupracoval se štukatérem Santinem Bussim. Sochařské prvky a skulptury v zámku i v parku vytvořil Giovanni Giuliani.
Dominik Ondřej zemřel roku 1705. Tehdy bylo zhruba dokončeno pouze západní křídlo. Jeho nástupcem a rodovým dědicem se stal syn Maxmilián Oldřich, říšský hrabě z Rietbergu, který dostavbu svěřil italskému architektu Ignáci Valmagginimu. Valmaggini, přestože navázal na Martinelliho práci, provedl v jeho plánech několik změn vycházejících z potřeby velkého společenského sálu a honosného vstupního průčelí z čestného dvora.
Zásluhy na dokončení celého zámeckého komplexu má až teprve syn Maxmiliána Oldřicha, Václav Antonín kníže z Kounic a Rietbergu, nejvýznamnější představitel rodu, od roku 1764 říšský kníže, státní ministr, kancléř Marie Terezie, Josefa II., Leopolda II. a Františka II. Krátce poté, co se po smrti svého otce ujal rodového majetku, stála již celá hlavní budova včetně jižního křídla. Nejstarší, západní průčelí, vyvrcholilo architektonicky odpovídající kopulí. Zevní úprava nově zbudovaných částí byla přizpůsobena Martinelliho západnímu průčelí. Uvnitř však již dominovaly klasicistní prvky. Dřívější bohatost štukové a freskové výzdoby byla nahrazena lineárním členěním velkých ploch s jemným dekorem. Po stránce prostorové byla maximální pozornost věnována centrálnímu oválnému společenskému sálu, kde iluzivní výmalbu provedl vídeňský dvorní freskař Josef Pichler. Poslední práce na zámku byly dokončeny výmalbou zámecké kaple sv. Kříže, provedenou rovněž Pichlerem v roce 1769.
Po smrti posledního mužského potomka rodu Kouniců hraběte Eugena r. 1919 přešel zámek do vlastnictví rodu Pálffyů. Po druhé světové válce se stal zámek majetkem československého státu. Dnes je vlastníkem město Slavkov u Brna a zámek byl v roce 2008 vyhlášen národní kulturní památkou.

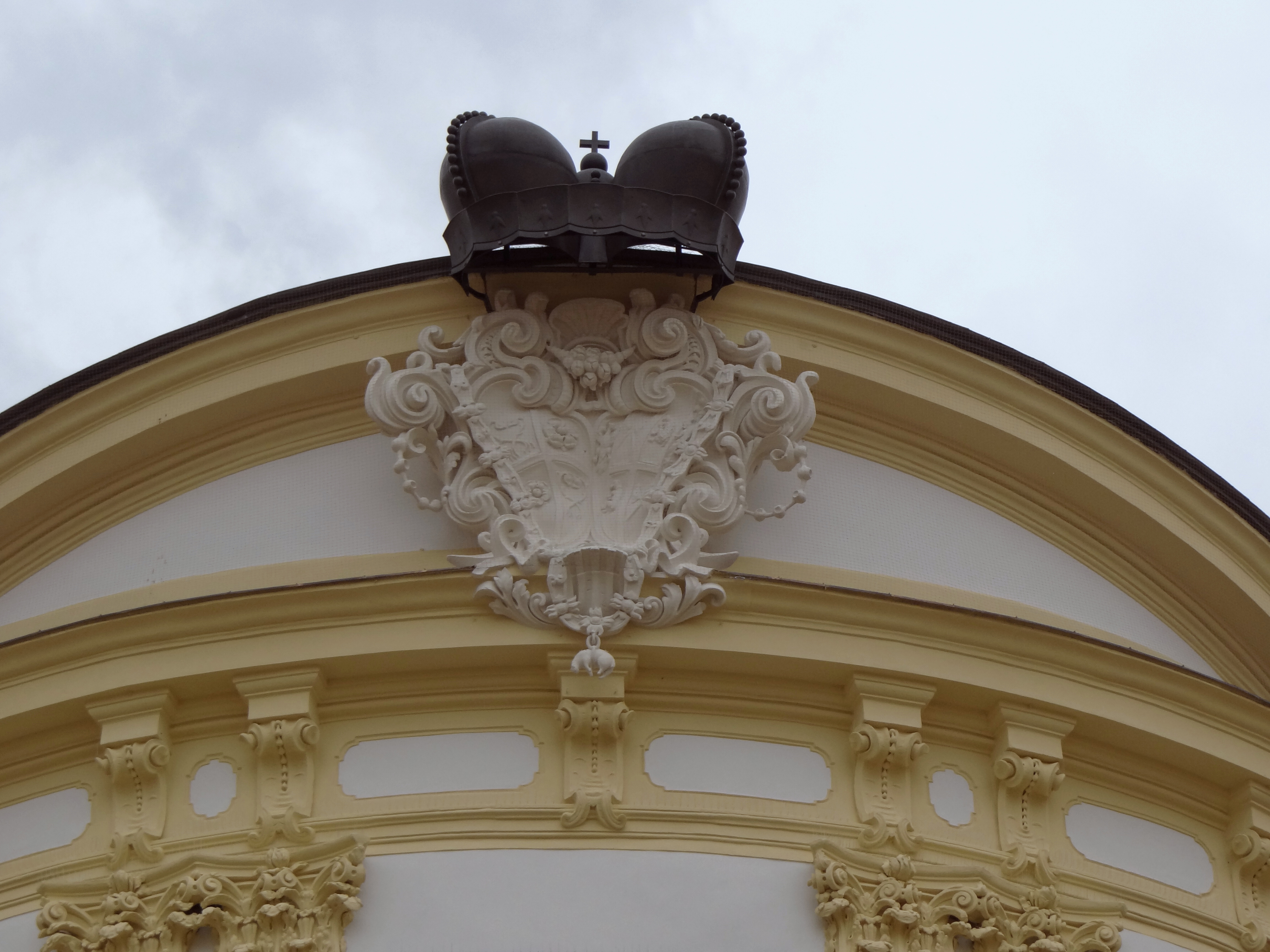
Alianční erb pánů z Kounic a Rietbergu završující dvorní průčelí zámku
Erb Kouniců (stříbrné lekníny) a Sezimů z Ústí (modrá růže), získaný sňatkem Lva Viléma s první chotí Marií Eusebií
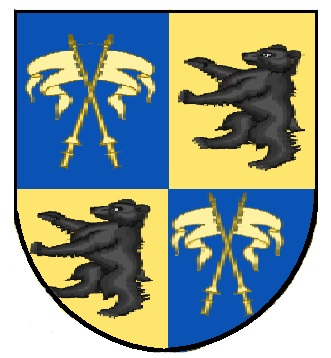
Erb Rietbergů, resp. Ostfrieslandu (esenský medvěd a wittmundské zkřížené biče), získaný sňatkem Maxmiliána Oldřicha s Marií Arnoštkou
V aliančním erbu je také původní orlice Rietbergů na červeném poli a cirksenská panna s tělem orla na černém poli

## Interiéry

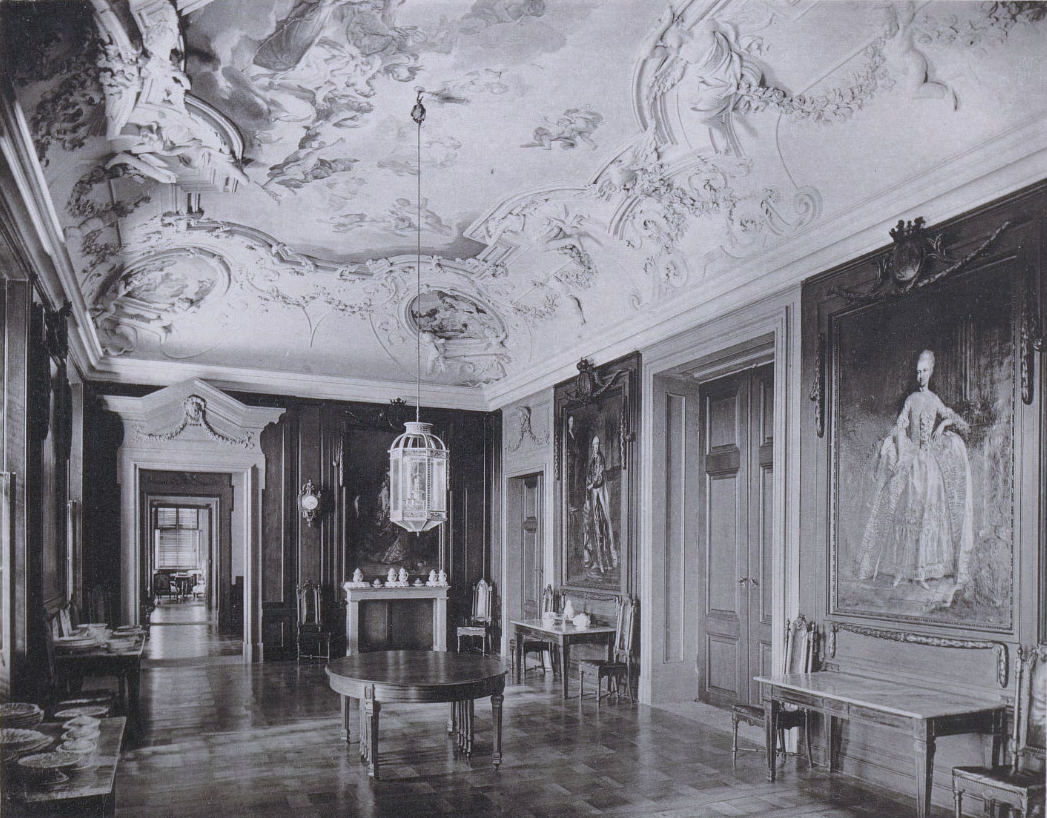
Dnešní Sál předků na snímku z konce 19. století

V současné době je veřejnosti přístupné téměř celé první patro slavkovského zámku. Jeho instalaci tvoří části kdysi rozsáhlé kounicovské galerie, jejíž počátky je možno hledat již v první polovině 17. století. K největšímu rozšíření rodové obrazárny došlo ve druhé polovině 18. století za Václava Antonína z Kounic. Galerie obsahovala nejen kopie, ale i originály děl slavných evropských mistrů, v důsledku ztrát, prodejů a požáru na konci 19. století se však sbírka zmenšila na pouhé torzo, jehož části, zejména portréty členů rodu Kouniců, jsou využity v zámecké instalaci.
K nejcennějším zámeckým interiérům náleží místnosti západního křídla. Jejich stropy jsou vyzdobeny štukami Santina Bussiho a freskami Andrey Lanzaniho. Pozoruhodný je zejména tzv. Sál předků, vyzdobený monumentální nástropní freskou představující bohy na Olympu. Sál předků je propojen s oválným tzv. Historickým sálem, jenž byl dokončen až v šedesátých letech 18. století iluzivní výmalbou Josefa Pichlera a v němž bylo po bitvě u Slavkova podepsáno příměří mezi Rakouskem a Francií. Zvláštností tohoto sálu je jeho akustická stránka, neboť výstavba byla zamýšlena tak, aby během vysokých politických jednání nebylo slyšet, o čem hovoří jednotlivé shluky diskutujících, kteří stojí v těsné blízkosti.
V rámci prohlídky je veřejnosti zpřístupněna i oratoř zámecké kaple sv. Kříže. Kaple, procházející oběma nadzemními patry, byla dokončena jako poslední část zámku roku 1769, kdy ji vymaloval Josef Pichler. Interiéru dominuje oltář s monumentálními sochami andělů, dílo Franze Xavera Messerschmidta z roku 1774. Prostory kaple jsou využívány ke svatebním obřadům a ke koncertům.

## Park

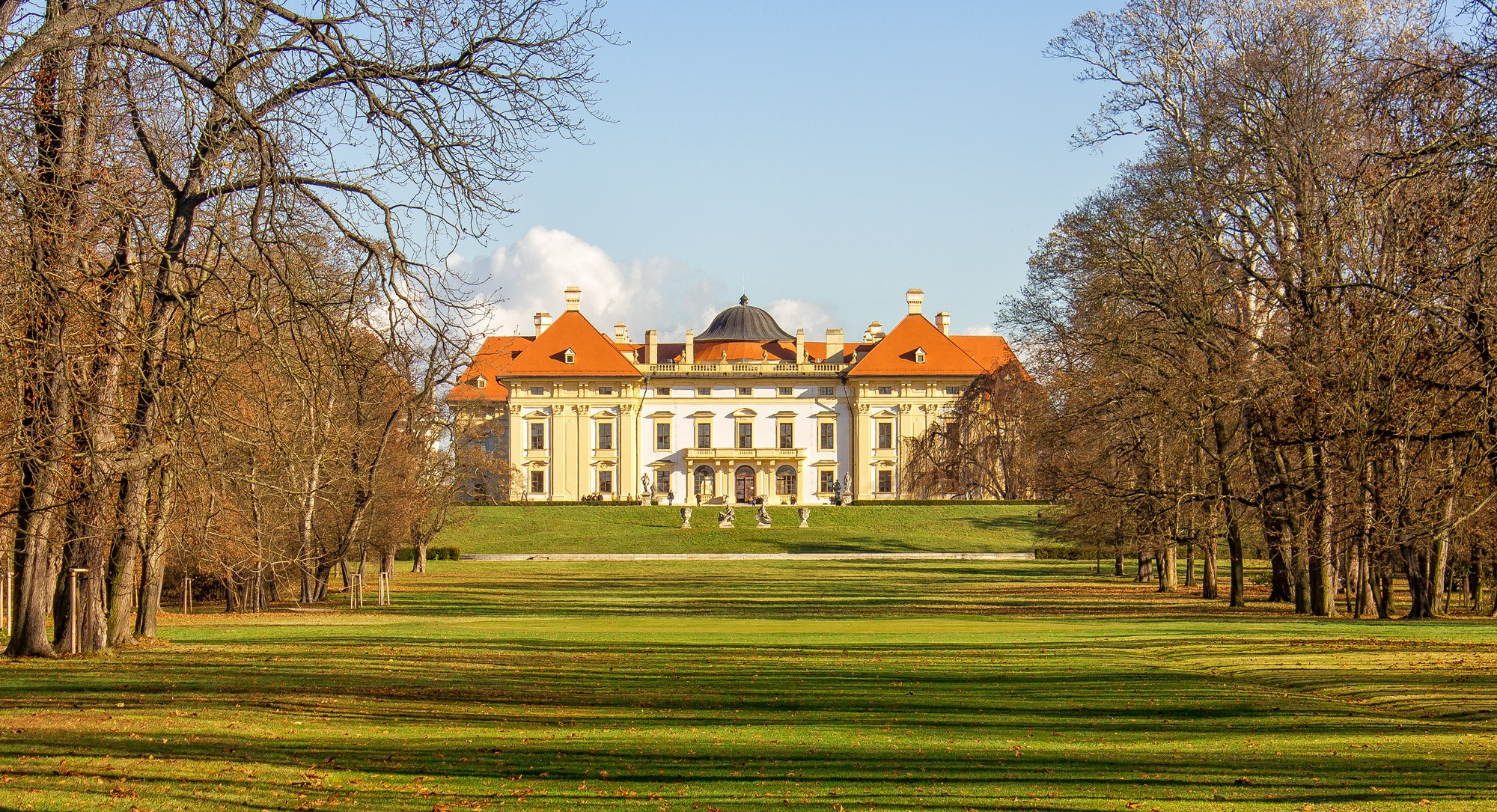
Pohled na zámek z parku

Zámecký park ve Slavkově u Brna tvoří nedílnou součást celého zámeckého areálu a patří k nejvýznamnějším historickým zahradám na území Moravy. Jeho rozloha činí 15,5 ha.
Původně se kolem zámku rozprostírala renesanční zahrada. Tato byla přetvořena za Václava Antonína knížete z Kounic a Rietbergu do barokní podoby. Hlavní parter zahrady byl změněn na příčnou osu se třemi fontánami. Nově byl vybudován přechod ve svahu mezi horním, napříč disponovaným parterem, a dolní částí zahrady. Dlouhý kanál byl změněn v soustavu tří bazénů. Parter je vyzdoben souborem soch a váz. Vše bylo včleněno do velkorysého zapojení okolní krajiny a města pomocí stromových alejí.
V první polovině 19. století byla zahrada proměněna v anglický park, boskety byly rozpuštěny a vystřídány zelení uspořádanou po stranách hlavní podélné osy. Bazény byly odstraněny a barokní plastiky přemístěny do zámeckého nádvoří.
V 70. letech 20. století došlo k velkorysé rekonstrukci zámeckého parku, která vycházela mimo jiné z projektu z roku 1774 a vrátila mu jeho někdejší barokní podobu. Ústředním motivem architektonické kompozice jsou dva zahradní bazény instalované na osu západního vstupu s párem vodních nádrží umístěných symetricky mimo osu. Toto prostranství dotváří volně situované barokní plastiky s mytologickou tematikou na podstavcích zdobených kartušemi a medailony, přemístěné z nádvoří zpět do zámeckého parku. Do přísně organizované geometrické kompozice jsou osazeny solitéry vzrostlých jehličnanů a listnáčů.